# Championnat de Libye de football 1973-1974
Navigation
Saison précédente Saison suivante
La saison 1973-1974 du Championnat de Libye de football est la dixième édition du championnat de première division libyen. La compétition réunit onze équipes au sein d'une poule unique où elles affrontent deux fois leurs adversaires, à domicile et à l'extérieur. En fin de saison, le dernier du classement est relégué et remplacé par les deux meilleurs clubs de Second Division afin de faire passer le championnat à 12 équipes.
C'est le club d'Al Ahly Tripoli, tenant du titre, qui remporte à nouveau la compétition après avoir terminé en tête du classement final, avec trois points d'avance sur Al Africy et cinq sur Al Nasr Benghazi. C'est le quatrième titre de champion de Libye de l'histoire du club.

## Les clubs participants
| - Al Ittihad Tripoli - Al Ahly Benghazi - Al Ahly Tripoli - Al Shorta Tripoli - Al Hilal Benghazi - Al Tayaran - Promu de Second Division | - Al Medina Tripoli - Al Africy - Al Wahda Tripoli - Al Nasr Benghazi - Al Tahaddy Benghazi |

## Compétition

### Classement
| Rang | Équipe              | Pts | J  | G  | N | P  | Bp | Bc | Diff |
| ---- | ------------------- | --- | -- | -- | - | -- | -- | -- | ---- |
| 1    | Al Ahly TripoliP    | 39  | 20 | 14 | 2 | 4  | 33 | 14 | +19  |
| 2    | Al Africy           | 33  | 20 | 11 | 5 | 4  | 24 | 10 | +14  |
| 3    | Al Nasr Benghazi    | 31  | 20 | 8  | 9 | 3  | 22 | 13 | +9   |
| 4    | Al Ahly Benghazi    | 24  | 20 | 8  | 8 | 4  | 17 | 15 | +2   |
| 5    | Al Wahda Tripoli    | 23  | 20 | 5  | 9 | 6  | 18 | 16 | +2   |
| 6    | Al Tahaddy Benghazi | 22  | 20 | 5  | 9 | 6  | 16 | 21 | -5   |
| 7    | Al Ittihad Tripoli  | 21  | 20 | 5  | 6 | 9  | 16 | 21 | -5   |
| 8    | Al TayaranP         | 20  | 20 | 5  | 6 | 9  | 19 | 38 | -19  |
| 9    | Al Madina Tripoli   | 17  | 20 | 5  | 5 | 10 | 30 | 35 | -5   |
| 10   | Al Shorta Tripoli   | 16  | 20 | 4  | 7 | 9  | 13 | 21 | -8   |
| 11   | Al Hilal Benghazi   | 15  | 20 | 4  | 6 | 10 | 22 | 26 | -4   |

| Qualifications et relégations | Qualifications et relégations                    |
| ----------------------------- | ------------------------------------------------ |
|                               | Champion de Libye 1973-1974                      |
|                               | Relégation directe en Second Division            |
|                               | T : Tenant du titre P : Promu de Second Division |

## Bilan de la saison
| Championnat de Libye de football 1973-1974 |                            |
| Champion                                   | Al Ahly Tripoli (4e titre) |
| Coupes et trophées                         |                            |
| Vainqueur de la Coupe de Libye 1973-1974   | Non disputée               |
| Qualifications continentales               |                            |
| Coupe d'Afrique des clubs champions 1975   | Aucun                      |
| Promotions et relégations                  |                            |
| Promus en Premier League                   | Al Shabab Al Arabe         |
| Promus en Premier League                   | Al Soahel                  |
| Relégués en Second Division                | Al Hilal Benghazi          |